# Stavros 1: Der Mythos
Stavros 1: Der Mythos ist ein Pornospielfilm des Regisseurs Mario Salieri aus dem Jahr 1999. Es existieren zwei Versionen FSK 16 und FSK 18. Die Fortsetzung des Films ist Stavros 2 – Das Geständnis.

## Handlung
Aufgrund eines Kunstraubes ist der Grieche Stavros reich geworden und lebt im Luxus. Der Film zeigt, wie sein Imperium erschüttert wird und die Hintergründe seiner Machenschaften gelüftet werden. Maddalena Ruta ist eine gescheiterte Schauspielerin, die unter Stavros’ Hierarchie als getarnte Mädcheninternatsleiterin ein Bordell führt. Die attraktive Fernsehmoderation Antonella Strato macht bei einem Interview mit dem mächtigen Paten eine bittere Offenbarung.

## Auszeichnungen
- 2000: FICEB Award: Ninfa „Mejores Películas“
- 1999: Venus Award: Bester Spielfilm
- 1999: Hot d’Or: Best Movie